# Silovoň
Silovoň (Dipteryx) je rod rostlin z čeledi bobovité. Jsou to vesměs mohutné stromy s opěrnými pilíři u paty kmene a zpeřenými listy. Vyskytují se v počtu asi 10 druhů v tropické Americe. Některé druhy mají jedlé plody nebo se používají v medicíně, parfumerii a podobně.

## Popis
Zástupci rodu silovoň jsou většinou mohutné stromy (Dipteryx magnifica dorůstá výšek až 45 metrů) s masivními opěrnými pilíři při bázi kmene. Kůra bývá hladká. Listy jsou střídavé, sudozpeřené, složené ze střídavých nebo vstřícných celokrajných lístků. Čepel lístků je často proti světlu průsvitně tečkovaná. Osa listu bývá plochá nebo křídlatá a její konec je prodloužen za poslední pár lístků. Palisty jsou drobné a opadavé. Květy jsou purpurové, fialové nebo nafialovělé, ve vrcholových latách. Kalich je prosvítavě tečkovaný, dvoupyský. Horní pysk je dvoulaločný, zvětšený a nezřídka delší než koruna, spodní velmi krátký, celokrajný nebo trojzubý. Pavéza je vykrojená. Tyčinek je 10 a jsou jednobratré. Semeník je stopkatý a obsahuje jediné vajíčko. Plod připomíná peckovici, je vejcovitý až podlouhlý, s tlustým vláknitým mezokarpem a tvrdým endokarpem. Plody se otevírají až později po dopadu na zem.

## Rozšíření
Rod silovoň zahrnuje 9 nebo 10 druhů. Je rozšířen v tropické Střední a Jižní Americe od Hondurasu po Bolívii a Paraguay. Největší počet druhů roste v Brazílii. Nejjižněji (do Bolívie a Paraguaye) zasahuje D. alata. Ve Střední Americe roste D. oleifera.
Většina druhů roste v nížinných až nižších horských lesích do nadmořské výšky 500 metrů.

## Zástupci

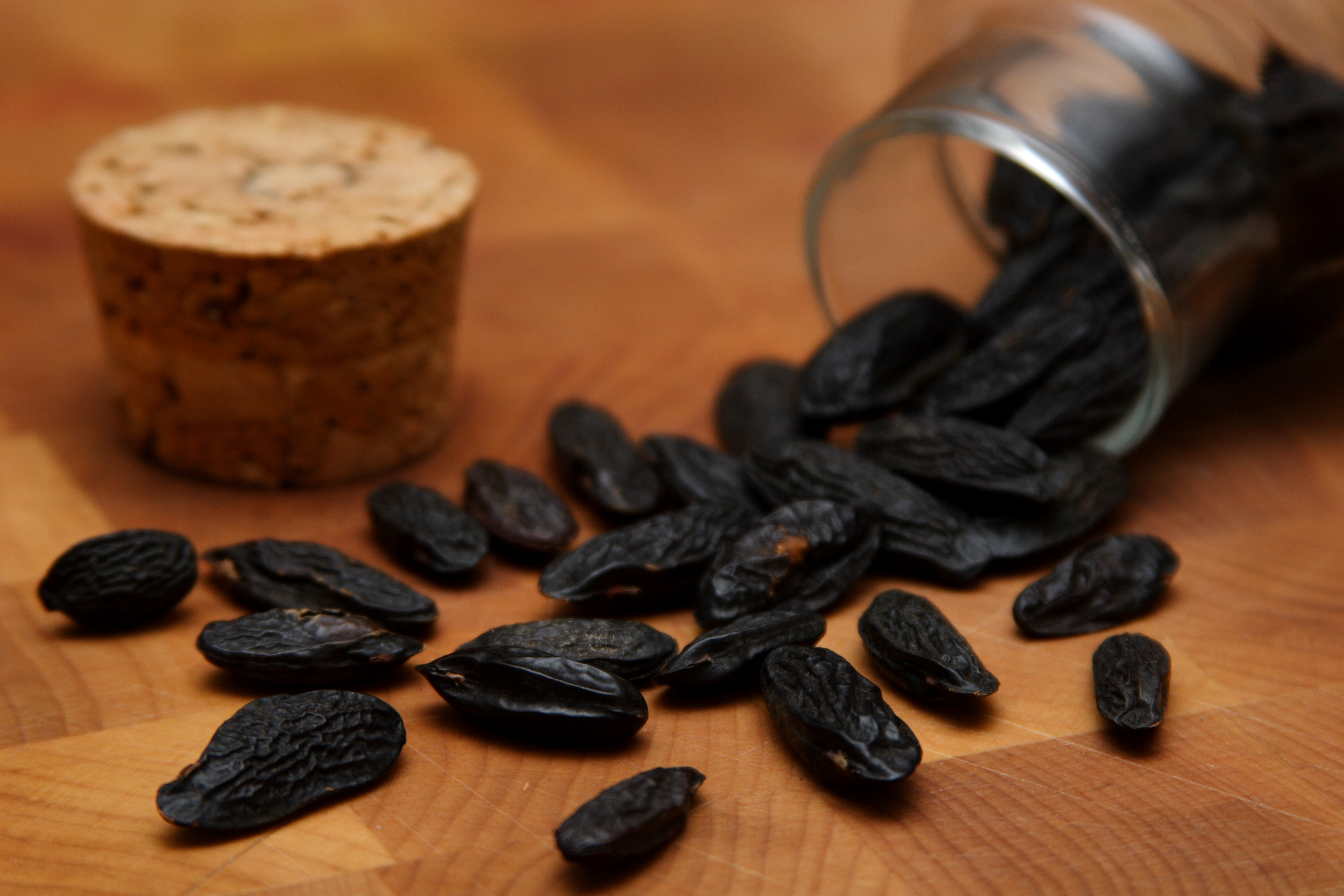
Tonkové boby

- silovoň obecný (Dipteryx odorata)

## Význam
Semena silovoně obecného (Dipteryx odorata), známá jako tonkové boby, jsou používána k ovonění potravin a tabákových výrobků a také v parfumerii. Sušením dochází k enzymatické reakci při níž se uvolňuje kumarin jako hlavní vonná složka. Mletá semena smíchaná s bílým vínem jsou v Jižní Americe používána na žaludeční nevolnost. Olej ze semen je používán na afty, bolesti břicha a ke stimulaci růstu vlasů, v Brazílii také na ušní bolesti. Tinktura ze semen je užívána ke zmírnění různých bolestí.
Plody silovoně Dipteryx punctata jsou jedlé a také jsou používány při bolestech břicha. Strom je v Jižní Americe také pěstován.
Dřevo silovoně obecného (Dipteryx odorata) je žlutohnědé až červenohnědé, těžké a tvrdé a má široké uplatnění zejména na podlahy, paluby a podobně.